# Hatley (Missisipi)
Hatley – miasto w Stanach Zjednoczonych, w stanie Missisipi, w hrabstwie Monroe.